# Гнатушок Віталій Миколайович
Віталій Миколайович Гнатушок (15 вересня 1981, с. Новий Яр, Яворівський район, Львівська область — 30 березня 2023, м. Бахмут, Бахмутський район, Донецька область, Україна) — солдат Збройних сил України, учасник війни на сході України.

## Життєпис
Гнатушок Віталій Миколайович народився 15 вересня 1981 року у селі Новий Яр (Яворівський район).
Випускник Новояворівської школи №1. Освіту здобув у Львівському коледжі будівництва, архітектури і дизайну.
Віталій був будівельником - будував будинки.
З повномасштабним вторгненням РФ в Україну, у липні 2022 року став на захист територіальної цілісності нашої держави у складі Донецького прикордонного загону.
Загинув Віталій 30 березня 2023 року під час виконання бойового завдання в місті Бахмут.
В українського захисника залишилися сестра Марія з чоловіком Андрієм, двоюрідні сестри, брати, тітки та дядьки.